# Meyersia bandaënsis
Meyersia bandaënsis är en rundmaskart som först beskrevs av Hans August Kreis 1932.  Meyersia bandaënsis ingår i släktet Meyersia och familjen Oncholaimidae. Inga underarter finns listade i Catalogue of Life.